# I Saw Her Again
I Saw Her Again è un brano musicale scritto da John Phillips e Denny Doherty ed interpretato da The Mamas & the Papas, pubblicato come singolo nel 1966, estratto dal loro album The Mamas & the Papas.

## Tracce
- 7"

1. I Saw Her Again
2. Even If I Could

## Classifiche
| Classifica (1966) | Posizione raggiunta |
| ----------------- | ------------------- |
| Stati Uniti       | 5                   |